# Елло
Елло (італ. Ello) — муніципалітет в Італії, у регіоні Ломбардія,  провінція Лекко.
Елло розташоване на відстані близько 500 км на північний захід від Рима, 38 км на північ від Мілана, 8 км на південь від Лекко.
Населення — 1230 осіб (2014).

## Демографія
Населення за роками:

Станом на 1 січня 2023 року в муніципалітеті офіційно проживали 33 іноземці з 14 країн, серед них 4 громадяни країн Євросоюзу та 4 громадяни України.

## Сусідні муніципалітети
- Колле-Бріанца
- Дольцаго
- Гальб'яте
- Оджоно